# Polystenidea parksi
Polystenidea parksi är en stekelart som beskrevs av Henry Lorenz Viereck 1911. Polystenidea parksi ingår i släktet Polystenidea och familjen bracksteklar. Inga underarter finns listade i Catalogue of Life.